# Perossiacido

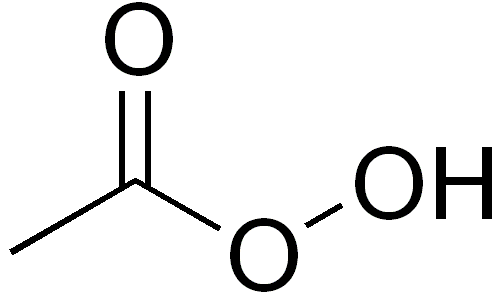
Il gruppo funzionale di un perossiacido (acido peracetico)

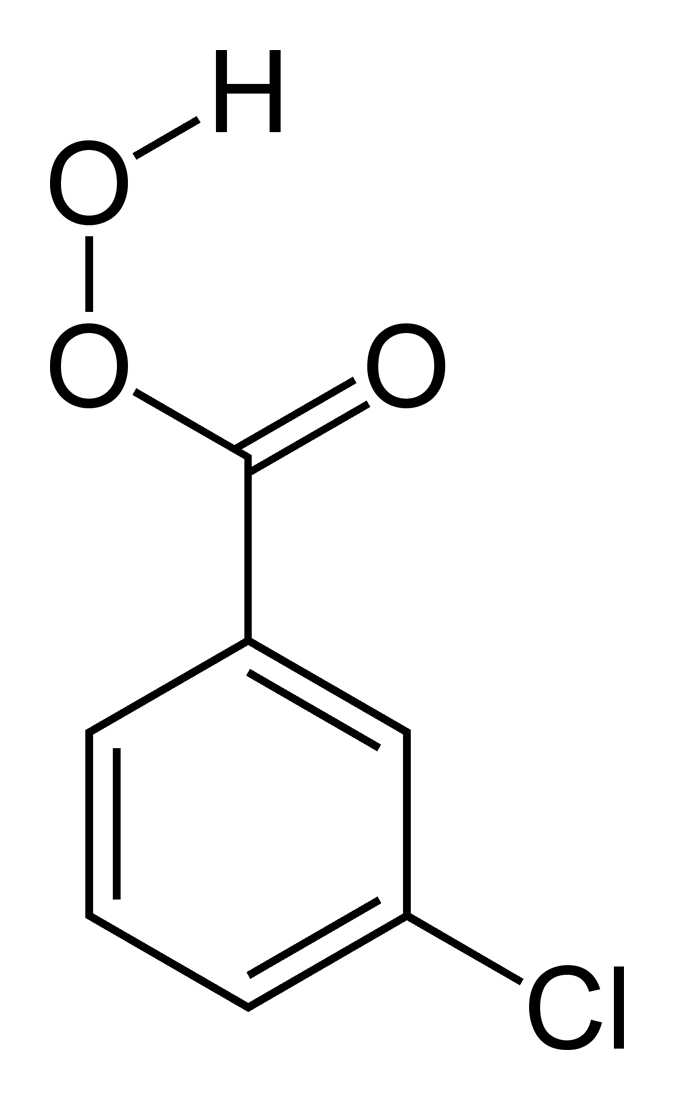
L'acido meta-cloroperossibenzoico

In chimica, i perossiacidi (o peracidi, sebbene quest'ultimo termine sia sconsigliato in quanto ambiguo) sono un acidi derivanti dagli ossiacidi per sostituzione formale di un ossidrile (–OH) con il gruppo idroperossidico –O–OH, derivante, a sua volta, dal gruppo caratteristico dei perossidi (–O–O–), il quale conferisce loro scarsa stabilità e forte potere ossidante. Tale sostituzione comporta anche un deciso abbassamento della forza dell'acido, come si può vedere dal confronto tra l'acido trifluoroacetico (CF3COOH, pKa = 0,52) e il perossitrifluoroacetico (CF3COOOH, pKa = 3,7).
Tra i perossiacidi inorganici ci sono l'acido perossiborico H3BO4 [(HO)2B–O–OH], instabile, da cui derivano i suoi sali, detti perborati, molto usati come sbiancanti in lavanderia; l'acido perossinitrico HNO4 (O2N–O–OH) e il perossinitroso HNO3 (formula empirica uguale a quella dell'acido nitrico ma è, strutturalmente, O=N–O–OH), che sono instabili, con i loro anioni perossinitrato e perossinitrito, un po' più stabili, che partecipano in equilibri di interconversione; l'acido perossimonosolforico o acido di Caro H2SO5 (HO–SO2–O–OH) è un po' più stabile, contiene il gruppo idroperossidico, ma gli resta un gruppo ossidrilico ed è perciò teoricamente un acido di forza simile al solforico, anche se in acqua tende a decomporsi reversibilmente in acido solforico e acqua ossigenata:
H2SO5 + H2O ⇄ H2SO4 + H2O2
H2SO5 si può preparare dalla reazione del cloruro dell'acido solforico, ossia l'acido clorosolforico, con perossido di idrogeno:
ClSO3H + H2O2 → H2SO5 + HCl
Aggiungendo un'altra mole di ClSO3H si ottiene l'acido perossidisolforico, che però non risponde alla definizione di perossiacido, non contenendo il gruppo –O–OH:
ClSO3H + H2SO5  → HO–O2S–O–O–SO2–OH + HCl
Nei perossiacidi organici il gruppo funzionale –C(=O)O–OH viene a sostituire il gruppo carbossilico –C(=O)OH degli acidi carbossilici. Tra questi, l'acido perossiacetico e il perossitrifluoroacetico sono ben conosciuti e molto usati come ossidanti, anche selettivi, in particolare per le reazioni di epossidazione di olefine o nella reazione di Baeyer-Villiger. Uno dei peracidi più adoperati per la sua facilità di uso è l'acido meta-cloroperossibenzoico.
I perossiacidi, essendo agenti ossidanti molto forti, sono piuttosto instabili e tendono a decomporsi nei corrispondenti ossiacidi (–O–OH  →  –OH) rilasciando ossigeno: per generarli si deve ricorrere spesso ad elettrolisi (ossidazione anodica) ad alta intensità di corrente elettrica.